# Артари, Джузеппе Анжиоло
Джузеппе Анжиоло Артари (1792, д. Ароньо, округ Лугано, Швейцария ― 3 января 1863, Москва) ― художник-декоратор, скульптор.

## Биография
Джузеппе Анжолио (Иосиф Иванович) Артари родился в Швейцарии, приехал в Россию в начале XIX века вместе с братом Джованни Батистой (? ― 1846). Братья поселились в Москве, где открыли художественную мастерскую, выполняя различные заказы. В отделе письменных источников Государственного исторического музея хранятся контракты на французском языке, заключённые Джованни Батистой Артари.
В 1820—1821 годах Джузеппе Артари участвовал в восстановлении после пожара подмосковного имения князей Юсуповых — усадьбы Архангельское. Им расписаны стены столовой (Египетский зал), парадные и другие комнаты.
В 1827 году Джузеппе Артари заключил договор на роспись 24 комнат в московском доме Покровского ― адъютанта генерала В. В. Левашова. Заказчик не выплатил художнику значительную часть оговоренной суммы, поэтому Артари обратился с жалобой на имя московского генерал-губернатора Д. В. Голицына. Московская ремесленная управа, которой поручили разобраться в этом деле, освидетельствовала росписи и нашла, что «вся живопись находится в лучшем художестве», и деньги следует выплатить.
Артари также выполнял росписи сферического свода Петровского дворца, Полуховского дома при МГУ (1835—1836), вестибюля Тверского казённого дома. Возможно, что именно Артари принадлежит авторство скульптур грифонов и львов в подмосковной усадьбе Голицыных Кузьминки (две из этих скульптур были украдены в феврале 2003 года и брошены на Арбате).
Ему также приписывается гризайль плафона Большого театра, копировавший велариум — парус-тент, подобный тем, какие в античном Риме натягивали над цирком.
Артари участвовал в оформлении Кремля: им выполнены росписи и лепнина в Большом Кремлёвском дворце, окраска внутренних стен Спасской башни.
Преподавал в школе рисования для одарённых детей-сирот, которую в 1825 году открыл при Воспитательном доме граф Строганов (позднее на основе этой школы возникло Строгановское училище).
В 1830-е годы Джузеппе Артари преподавал архитектурный орнамент в Московском дворцовом архитектурном училище. В 1837 году он получил от Академии художеств звание «свободного художника».
В 1848 году его старший брат, Джованни Батиста, покинул Россию. Джузеппе Анжиоло, ставший Иосифом Ивановичем, остался в ней навсегда. Его сын, Иосиф Иосифович (1823—1881), стал академиком «по живописи плафонов и декорации», расписывал московские храмы, владел большой мастерской в Москве. Умер в больнице для душевнобольных.

## Адреса в Москве
Семья Артари долгое время проживала при Воспитательном доме, в 1860-х годах приобрела дом на Рождественке.